# ماثيو هال ماكليستر
ماثيو هال ماكليستر (بالإنجليزية: Matthew Hall McAllister)‏ هو قاضي ومحامي وسياسي أمريكي، ولد في 26 أكتوبر 1800 في سافانا في الولايات المتحدة، وتوفي في 19 ديسمبر 1865. نشط حزبياً في الحزب الديمقراطي. وقد انتخب عضو مجلس ولاية جورجيا.